# Шоров, Хасин Мисостович
Шоров Хасин Мисостович (кабард.-черк. Шорэ Мысост и къуэ Хьэсин) — черкесский писатель, заслуженный учитель КЧР, член Союза писателей России.

## Биография
Шоров Хасин родился 13 сентября 1934 года в ауле Али-Бердуковском. Рано потерявшего мать ребенка воспитали бабушка Нысанах и сестра Хура. Отец Хасина умер в 1952 году.
В школу мальчик пошел в 1941 году – в год начала Великой Отечественной войны. Учебу пришлось прервать из-за немецко-фашистской оккупации и возобновить лишь в 1943 году, после освобождения Черкесии от врага.
Из-за нужды, которую испытывала семья Хасина, после 8 класса он пошел работать в колхоз. Стал возчиком – возил на телеге горюче-смазочные материалы к тракторам и другим видам сельхозтехники. В 1955 году он был призван в ряды Советской Армии. Прослужив три года, вернулся в родной аул Али-Бердуковский и стал работать в совхозе «Хабезский». Потом окончил годичные курсы бухгалтеров и работал учётчиком, почтальоном, заведующим магазином. Через некоторое время его назначили заведующим Домом культуры аула, где он организовал народный ансамбль песни и танца.
В 1962 году Шоров заочно окончил филологический факультет Карачаево-Черкесского государственного педагогического института. После его окончания и до выхода на пенсию он преподавал в родной школе черкесский язык и литературу и около тридцати лет вел в ней литературный кружок. 1 октября 2004 года, в год своего 70-летия, Хасин Мисостович Шоров получил звание «Заслуженный учитель Карачаево-Черкесской Республики».
В 1966 году он создал музеей истории аула Али-Бердуковский, с ранней юности и до старости был активным общественником. В 90-е годы, когда в черкесских аулах начали создавать общественные организации «Адыгэ Хасэ», Х. Шоров принял в этом движении самое активное участие и некоторое время возглавлял эту организацию.
Ушел из жизни 5 июня 2020 года.

## Творчество

### Литературное творчество
Еще в шестом классе Хасин начал писать стихи. Первые строчки Шоров написал на скале острым камнем в окрестностях аула Али-Бердуковского. Через неделю поднялся к горе и переписал свои стихи на бумагу. Эти стихи были опубликованы в газете «Поросль», которая выпускалась десятью членами литературного кружка учащихся аула Али-Бердуковского, а потом они вошли в учебник Анзора Охтова «Родная литература» и в течение многих лет изучались учащимися школ Карачаево-Черкесии на уроках родного языка.
Многие годы Шоров писал стихи, поэмы, рассказы, повести, пьесы, печатался в газетах и журналах, он – автор ряда учебников по адыгской литературе, программы по адыгскому языку и адыгской литературе. Из-под пера Шорова вышли сборники стихов и рассказов «Думы» (Черкесск, 1962 год), «Мечта» (Черкесск, 1962 год), «Чистое сердце» (Черкесск, 1972 год), «Когда вырасту» (Ставрополь, 1971 год), «Приличие» (Черкесск, 2004 год), «На земле остаётся любовь» (Черкесск, 2011 год). Рассказ «Сон» Шоров посвятил отцу. В нем автор красочно, правдиво выводит образ настоящего черкеса-мужчины, скромного труженика села. А другой рассказ посвящен сестре Хуре. Хасин с большой теплотой рисует образ советской женщины послевоенных лет, женщины, которая взвалила на себя груз проблем, которые надо бы решать мужчинам, но их так много полегло на поле брани…
Творчеству поэта и писателя Х. Шорова немало восхищенных строк посвятили академик, доктор филологических наук Л. Бекизова, кандидат филологических наук Х. Дзасежев, редактор сборника «Честь» З. Карданова и другие.
С 2004 года он член Союза писателей России.

### Первый летописец а. Али-Бердуковский
Шоров собирал письменные свидетельства, документы, устные сказания по истории аула Али-Бердуковский . Постепенно у него сложился целый архив таких данных, и в 2011 году Хасин издал вместе с Мухамедом Азовым книгу по истории родного аула.
17 мая 2001 года Шоров в газете «Черкесия» опубликовал статью «Следы нашей истории» и текст песни-плача, посвящённой Али Бердукову (1910-1930), имя которого носит аул, записанный по воспоминаниям Паты Ахметова, а также свое стихотворение «Мой Али-Бердуковский», которое стало песней – гимном аула.